# Odynerus aenigmaticus
Odynerus aenigmaticus är en stekelart som först beskrevs av Schulthess.  Odynerus aenigmaticus ingår i släktet lergetingar, och familjen Eumenidae. Inga underarter finns listade i Catalogue of Life.